# 포시야 유수프 하지
포시야 유수프 하지 아단(소말리어: Fowsiya Yuusuf Xaaji Aadan 포시야 유수프 하지 아단)은 소말리아의 정치인이다. 2012년 11월 4일부터 2014년 1월 17일까지 소말리아의 외교부 장관 및 부총리를 역임하였다. 2021년 10월에 차기 대통령 선거 대통령 후보로 출마하였다.